# 일신여자상업고등학교
일신여자상업고등학교(一信女子商業高等學校)는 대한민국 서울특별시 송파구 송파동에 있는 사립 고등학교이다.

## 학교 연혁
- 1949년 11월 9일 : 학교법인 광서학원 광서농업학교 설립 인가

- 1958년 4월 6일 : 광서농업고등학교(현 일신여자상업고등학교) 개교 입학식

- 1961년 3월 20일 : 광서농업고등학교 제1회 졸업식 거행

- 1967년 8월 9일 : 학교법인 광서학원에서 서울학원으로 변경                                                               광서농업고등학교에서 서울실업고등학교로 변경

- 1972년 11월 30일 : 서울실업고등학교에서 성문상업고등학교로 변경

- 1973년 6월 5일 : 학교법인 서울학원 이사장에 박종남 선생 취임

- 1974년 3월 1일 : 성문상업고등학교를 일신상업고등학교로 교명 변경

- 1974년 3월 9일 : 배구부 창단(초대 감독 황창구, 코치 이영화)
- 1975년 2월 10일 : 본관 교사(현 잠실여고) 5층 45개 교실, 특별실 8개 교실 준공
- 1975년 10월 21일 : 일신상업고등학교에서 일신여자상업고등학교로 교명 변경               주간(1부) 45학급 증설, 야간(2부) 24학급 신설 인가
- 1978년 5월 1일 : 체육관 870평 증축 준공
- 1985년 3월 25일 : 배구부 119연승 달성(1981~1985)
- 1994년 6월 3일 : 학교법인 서울학원 이사장에 이혜숙 선생 취임
- 1999년 12월 30일 : 서울시 교육청 “학교평가 종합 우수학교”로 선정
- 2009년 1월 19일 : 서울시교육청 “학교경영 우수학교”로 선정
- 2009년 5월 7일 : ‘취업기능강화 전문계고 특성화 육성 사업’ 대상 학교 선정(서울시교육청)
- 2009년 11월 6일 : 서울시교육청 “진로교육 우수학교”로 선정
- 2010년 10월 4일 : 교육청 지원형 특성화고 선정(서울시교육청)
- 2010년 12월 24일 : 서울시교육청 “진로교육활동 우수학교”로 교육감 표창 수상2011년 4월 15일 : 교육과학기술부 “2011 취업기능강화특성화고육성사업 최우수 학교” 수상
- 2014년 12월 30일 : 서울시교육청 “직업교육 우수학교”로 선정
- 2015년 4월 22일 : 교육부 “2014 특성화고 취업역량강화 우수학교”로 선정
- 2015년 8월 30일 : 서울시교육청 “특성화고 취업률 1위 학교”로 선정
- 2016년 3월 1일 : 학교법인 서울학원 이사장에 박상욱 박사 취임
- 2017년 12월 14일 : 금융감독원, 신용회복위원회, 경향신문 주최 “경향금융교육 대상” 수상
- 2017년 12월 15일 : 서울시교육청 “2017학년도 직업교육 우수학교” 교육감 표창 수상
- 2020년 3월 1일 : 학과 개편, 디자인콘텐츠과 신설(2개 학급)
- 2020년 9월 13일 : 교육부, “2020 고졸자 후속 관리 지원 모델 개발 거점학교” 선정
- 2021년 5월 3일 : KOTRA, “2021 취업연계형 FTA 실무인력 양성 사업 운영 학교” 선정
- 2022년 4월 29일 : 중소벤처기술부 “2021 중소기업특성화고인력양성사업 우수학교” 수상
- 2022년 6월 3일 : 교육부, “2022 전국상업경진대회 서울지역대회 우수학교” 수상
- 2023년 3월 1일 : 제24대 교장에 정철우 선생 취임
- 2023년 3월 1일 : 학과재구조화, 스마트펫경영과 신설(1개 학급)
- 2023년 5월 17일 : 중소벤처기업부 “2022 중소기업특성화고인력양성사업 우수학교” 수상
- 2024년 2월 6일 : 제64회 졸업식 거행(졸업생 194명, 누적졸업생 50,041명)
- 2024년 3월 1일 : 학과재구조화, 스마트펫경영과 증설(1개 학급)
- 2024년 4월 4일 : 교육부, “2024 고졸자후속관리지원모델 개발사업 우수학교” 선정
- 2024년 6월 28일 :  중소벤처기업부 “2023 중소기업특성화고인력양성사업 우수학교” 수상
- 2024년 11월 15일 : 중소벤처기업부 “2024년 기술∙경영 혁신대전 중소벤처기업부 장관 기관 표창”

## 설치 학과
- 금융정보과
- 회계정보과
- 디자인콘텐츠과
- 스마트펫경영과

## 참고 자료
- 일신여자상업고등학교 - 한국교육학술정보원 학교알리미